# Церемония благословения

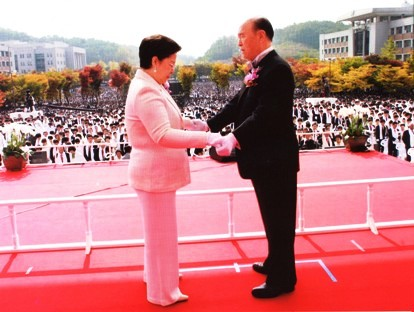
Мун Сон Мён и его жена Хак Джа Хан возглавляют церемонию массового благословения.

Церемония благословения — это церемония бракосочетания для новобрачных или церемония укрепления супружеских уз для уже состоящих в браке супружеских пар Мун Сон Мёном.

## Церемония укрепления супружеских уз
Посредством «церемонии благословения», как утверждают последователи Движения объединения, чета отрезается от греховного человеческого рода и прививается к безгрешному божьему родословию. В результате супружеских отношений брачной пары — любое дитя, рождённое после церемонии благословения — остаётся чистым от последствий первородного греха (дети, рождённые в благословлённых семьях, известны больше как Благословлённые дети или «второе поколение»). Для последователей Церкви объединения, данные межрасовые, межрелигиозные и интернациональные церемонии массового бракосочетания представляют институт семьи как символ надежды на мир.

## История
«Церемония благословения» была впервые проведена в 1961 году для 36 пар в Сеуле преподобным Муном и его супругой сразу же после их собственной свадьбы в 1960-м году. Все пары были последователями Церкви объединения. Мун Сан Мён помолвил все пары за исключением двенадцати пар, которые уже состояли в браке еще до вступления в Движение, которое было официально зарегистрировано в 1954 г. В 1982 году первое крупномасштабное благословение (церемония благословения) было проведено за рубежом Кореи, которое состоялось в Мэдисон-сквер-гардене в Нью-Йорке.
В 1988 году Мун помолвил 2500 корейских последователей с японскими последователями на «церемонии благословения», прошедшей в Корее, отчасти с целью продвижения единства двух стран. Церемонии благословения вызвали большой интерес у прессы и у общественности, которые прозвали их «массовыми бракосочетаниями». Однако, в большинстве своем, церемония благословения не является юридической церемонией бракосочетания, поскольку некоторые пары уже состоят в браке, а молодожены регистрируют свой брак согласно законам страны прибытия, позже.
Нью-Йорк Таймс о церемонии 1997 года для 28 000 пар писала как о «церемонии укрепления супружеского союза», добавив, что «брак заключается позже на отдельной юридической процедуре».
В 1990-х годах произошло резкое изменение, когда Мун позволил другим людям вне Церкви объединения получить благословение на брак. Данная либерализация привела к большому росту благословлённых пар, большинство их уже состояли в браке и не являлись последователями. Любая благословлённая пара может давать благословение другим парам и данное делается в большинстве случаев священнослужителями других церквей, получивших благословение через свою связь с Церковью объединения. На церемониях благословения в качестве соведущих выступали священнослужители других вероисповеданий, включая ислам и иудаизм, где организатором выступал преп. Мун и его супруга.
В 1997 году Мун и его супруга организовали церемонию благословения на стадионе РФК в Вашингтоне, в которой 28 000 из 30 000 пар, принимающих участие, уже состояли в браке, включая пастора Баптистской церкви и правозащитника Эла Шарптона и его жены Кэтрин.
В 2001 году архиепископ Римско-католической церкви Эммануэль Милинго женился на Марие Сонг, корейской акупунктуристке, на церемонии благословения преп. Муна, за что был отлучён. На той же самой церемонии Джордж Августус Столлингс, основатель Афроамериканской католической конгрегации «Храм Имани», женился на Сайоми Камимото, японской последовательнице Движения объединения. На той же самой церемонии был имам Бенджамин Мухаммад, национальный координатор «Марша миллиона чёрных мужчин» и «Марша миллиона семей», представитель Нации Ислама Луиса Фаррахана.
В 2002 году на церемонии участвовали пары из Северной Кореи.
Президент Уганды Годфри Бинайса (1979—1980) женился на молодой японке на церемонии благословения 2004 года. На тот момент Годфри было 84 года

## Общественный резонанс
Итальянский социолог религии Массимо Интровинье отмечает, что члены некоторых церквей выражают обеспокоенность тем, что люди из их церквей которые принимают участие в «церемонии благословения», могут присоединиться к Церкви объединения.
«Церемония благословения» фигурировала в сюжете романа Дона Делилло «Мао II».
В 2005 году факультет кинематографии Нью-Йоркского университета снял документальный фильм Ради любви (англ. Just for Love) о церемонии благословения.
В 2007 году британский телеканал Channel 4 выпустил документальный фильм «Моя роскошная свадьба по-муновски» о некоторых участниках церемонии благословения 1982 года для 2000 пар в Мэдисон-сквер-гардене.
В своей автобиографии от 2009 года «Мальчик с Тахо: путешествие обратно домой» Пэт Хайки, спикер Законодательной ассамблеи штата Невада и бывший последователь Движения объединения, принимавший участие в той же самой церемонии, писал о своем опыте сватовства Муном с его будущей женой.
Уровень благополучия подобных браков, по исследованию профессора психиатрии Марка Галантера, не хуже общего в популяции. Показатель отсутствия разводов доходит до 83 %. По мнению руководителя одного из исследований доктора философии по психологии Роберта Эпштейна: «Кто бы что ни говорил о Церкви объединения, брачный составляющая в ней не есть сумасшествие. Это, кажется, действительно работает». Церковь объединения учит, что «романтичная» любовь ведет к беспорядочным половым связям, несовместимым парам и недееспособному обществу. Одна из таких церемоний благословения была проведена в конференц-зале Штаб-квартиры ООН, среди прочих заметных:
- 1982 г., 2000 пар: Мэдисон-Сквер-Гарден, Нью-Йорк, США[25];
- 1988 г., 6516 пар (из них 2500 корейско-японских пар): Сеул, Южная Корея[5][26];
- 1992 г., 300 000 пар: Олимпийский стадион (Сеул), Южная Корея[27];
  - 13 000 пар: Стадион «Янки», Нью-Йорк, США[28].